# Woomera (Austrália Meridional)
Woomera, oficialmente Woomera Village, é uma cidade localizada no extremo norte do estado da Austrália Meridional na Austrália, cerca de 446 quilômetros (280 mi) ao norte da capital Adelaide. No uso comum, "Woomera" também refere-se a toda a RAAF Woomera Test Range (WRC), uma grande base aeroespacial das Forças Armadas da Austrália com sistemas de testes que cobrem uma área de cerca de 122 000 quilômetros quadrados, operada pela Real Força Aérea Australiana.

## Etimologia
O nome da localidade veio a partir de uma sugestão da capitão da Real Força Aérea Australiana, Alfred George Pither, tendo sido escolhido posteriormente por um conselho em abril de 1947. A nova vila foi fundada em terra da nação destinada a esse propósito, e nomeado após o apetrecho aborígene, chamado woomera, que estende o alcance do quanto uma lança pode atingir.

## Clima
Woomera possui um clima árido , com verões quentes e invernos frios, em geral também secos.
| Dados climatológicos para Woomera Aeródromo | Dados climatológicos para Woomera Aeródromo | Dados climatológicos para Woomera Aeródromo | Dados climatológicos para Woomera Aeródromo | Dados climatológicos para Woomera Aeródromo | Dados climatológicos para Woomera Aeródromo | Dados climatológicos para Woomera Aeródromo | Dados climatológicos para Woomera Aeródromo | Dados climatológicos para Woomera Aeródromo | Dados climatológicos para Woomera Aeródromo | Dados climatológicos para Woomera Aeródromo | Dados climatológicos para Woomera Aeródromo | Dados climatológicos para Woomera Aeródromo | Dados climatológicos para Woomera Aeródromo |
| Mês                                         | Jan                                         | Fev                                         | Mar                                         | Abr                                         | Mai                                         | Jun                                         | Jul                                         | Ago                                         | Set                                         | Out                                         | Nov                                         | Dez                                         | Anual                                       |
| ------------------------------------------- | ------------------------------------------- | ------------------------------------------- | ------------------------------------------- | ------------------------------------------- | ------------------------------------------- | ------------------------------------------- | ------------------------------------------- | ------------------------------------------- | ------------------------------------------- | ------------------------------------------- | ------------------------------------------- | ------------------------------------------- | ------------------------------------------- |
| Máxima absoluta °C (°F)                     | 48.1 (118.6)                                | 46.8 (116.2)                                | 43.0 (109.4)                                | 39.9 (103.8)                                | 31.4 (88.5)                                 | 28.9 (84)                                   | 28.6 (83.5)                                 | 32.6 (90.7)                                 | 38.6 (101.5)                                | 41.9 (107.4)                                | 44.9 (112.8)                                | 45.4 (113.7em)                              | 48.1 (118.6)                                |
| Média das máximas °C (°F)                   | 34.6 (94.3)                                 | 33.8 (92.8)                                 | 30.5 (86.9)                                 | 25.5 (77.9)                                 | 20.7 (69.3)                                 | 17.4 (63.3)                                 | 17.0 (62.6)                                 | 19.0 (66.2)                                 | 22.7 (72.9)                                 | 26.4 (79.5)                                 | 29.9 (85.8)                                 | 32.4 (90.3)                                 | 25.8 (78.4)                                 |
| Média das mínimas °C (°F)                   | 19.6 (67.3)                                 | 19.4 (66.9)                                 | 16.9 (62.4)                                 | 13.1 (55.6)                                 | 9.5 (49.1)                                  | 6.7 (44.1)                                  | 5.8 (42.4)                                  | 6.8 (44.2)                                  | 9.5 (49.1)                                  | 12.4 (54.3)                                 | 15.5 (59.9)                                 | 17.7 (63.9)                                 | 12.7 (54.9)                                 |
| Mínima absoluta °C (°F)                     | 8.3 (46.9)                                  | 10.3 (50.5)                                 | 8.4 (47.1)                                  | 4.8 (40.6)                                  | -0.3 (31.5)                                 | 0.0 (32)                                    | -0.9 (30.4)                                 | -1.4 (29.5)                                 | 1.8 (35.2)                                  | 4.4 (39.9)                                  | 5.5 (41.9)                                  | 8.8 (47.8)                                  | -3.3 (26.1)                                 |
| Média de precipitação em mm (polegadas)     | 16.1 (0.634)                                | 19.6 (0.772)                                | 13.2 (0.52)                                 | 12.4 (0.488)                                | 18.1 (0.713)                                | 16.1 (0.634)                                | 14.5 (0.571)                                | 13.3 (0.524)                                | 14.5 (0.571)                                | 15.1 (0.594)                                | 16.4 (0.646)                                | 14.4 (0.567)                                | 183.5 (7.224)                               |
| Média de dias de precipitação               | 2.9                                         | 2.6                                         | 2.6                                         | 2.8                                         | 5.0                                         | 5.3                                         | 5.7                                         | 5.3                                         | 4.8                                         | 4.3                                         | 4.4                                         | 3.4                                         | 49.1                                        |
| Fonte:                                      |                                             |                                             |                                             |                                             |                                             |                                             |                                             |                                             |                                             |                                             |                                             |                                             |                                             |

## Woomera nos dias de hoje
A população de Woomera é de cerca de 136 residentes permanentes. No entanto, este número pode quadruplicar com a movimentação do pessoal entrando e saindo da base como parte da gama de atividades de testes.
A gestão da infraestrutura é da responsabilidade do Grupo de Suporte de Defesa (DSRG), mas o conselho de Woomera é um integrante de longa data da base de apoio local de rede. O Conselho é composto de cinco membros eleitos da localidade e mais quatro membros nomeados pela Base. O objetivo do conselho de administração de Woomera é construir um sentido de comunidade, dada a sua localização remota. O Conselho também produz uma publicação semanal - o Gibber Gabber.
A base está localizada na Área Proibida de Woomera (WPA) e é um estabelecimento da Real Força Aérea Australiana. No entanto, semelhante à base da RAAF em Point Cook, Woomera está aberta ao público visitante.  Visitantes que não estejam ligados às atividades de defesa podem hospedar-se no Eldo Hotel, que oferece 400 leitos em uma variedade de formatos. A recepção do hotel, incluindo o "Oásis" bar e restaurante, situa-se nas antigas instalações da administração.